# Calliscelio lugens
Calliscelio lugens är en stekelart som först beskrevs av Jean-Jacques Kieffer 1910.  Calliscelio lugens ingår i släktet Calliscelio och familjen Scelionidae. Inga underarter finns listade.